# ستسو
ستسو (به ایتالیایی: Setzu) یک کومونه در ایتالیا است که در استان مدیو کامپیدانو واقع شده‌است.

## خصوصیات
ستسو ۷٫۸ کیلومترمربع مساحت و ۱۶۰ نفر جمعیت دارد.